# Protomeroleuca perlides
Protomeroleuca perlides is een vlinder uit de familie spinneruilen (Erebidae). De wetenschappelijke naam is voor het eerst geldig gepubliceerd in 1966 door Berio.
De soort komt voor in tropisch Afrika.